# Ludovika av Bayern
Prinsessan Marie Ludovika Wilhelmine av Bayern, hertiginna i Bayern, född 30 augusti 1808 i München, död där den 25 januari 1892 var en bayersk prinsessa och hertiginna.

## Biografi
Ludovika var dotter till kung Maximilian I Joseph av Bayern och prinsessan Caroline av Baden. Hon gifte sig 9 september 1828 på slottet i Tegernsee med hertig Maximilian i Bayern. Äktenskapet var arrangerat och olyckligt och paret levde ofta separerade: Ludovika med sina barn på slottet Possenhofen och Maximilian på hennes inkomst i Frankrike.  

## Barn
- Ludwig Wilhelm "Louis", hertig i Bayern, (1831–1920)
- Wilhelm, hertig i Bayern, (1832–1833)
- Helene, "Nene", hertiginna i Bayern, prinsessa av Thurn och Taxis, (1834–1890)
- Elisabeth Amalie Eugenie "Sissi", hertiginna i Bayern, kejsarinna av Österrike, drottning av Ungern, (1837–1898)
- Karl Theodor av Bayern, (1839–1909) , far till drottning Elisabeth av Belgien
- Marie, hertiginna i Bayern, drottning av Bägge Sicilierna, (1841–1925)
- Mathilde, hertiginna i Bayern, grevinna di Trani, (1843–1925)
- Sophie, hertiginna i Bayern, hertiginna av Alençon, (1847–1897)
- Max Emanuel, hertig i Bayern, (1849–1893)